# 勒弗莱
勒弗莱（法語：Le Fleix，法語發音：[lə flɛ]）是法国多尔多涅省的一个市镇，属于贝尔热拉克区。

## 地理
勒弗莱（44°52'29"N, 0°15'5"E）面积18.05 平方千米，位于法国新阿基坦大区多爾多涅省，该省份为法国西南部内陆省份，是法國本土面积第三大的省，大致对应佩里戈尔地区，北起顺时针与夏朗德省、上维埃纳省、科雷兹省、洛特省、洛特-加龙省、吉倫特省和滨海夏朗德省接壤。
与勒弗莱接壤的市镇（或旧市镇、城区）包括：蒙福孔、圣阿维-圣纳泽尔、圣皮埃尔代罗、圣富瓦港和蓬沙。
勒弗莱的时区为UTC+01:00、UTC+02:00（夏令时）。

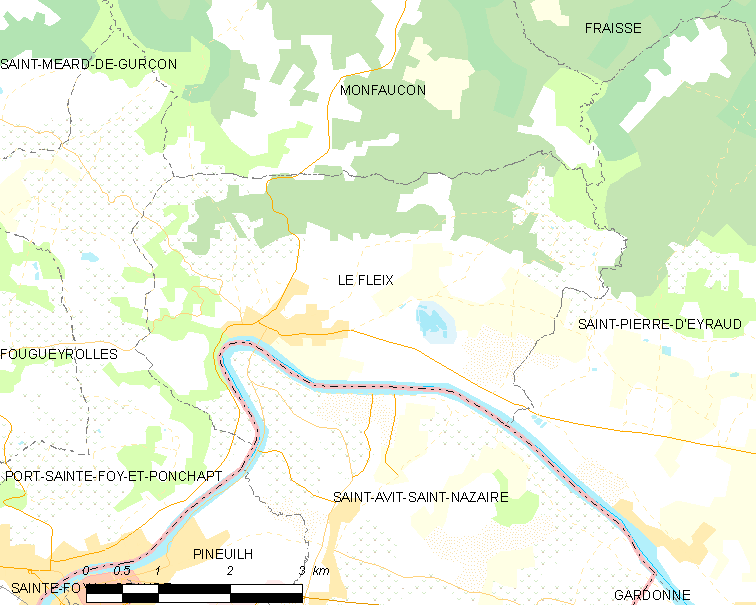
勒弗莱的OSM定位图

## 行政
勒弗莱的邮政编码为24130，INSEE市镇编码为24182。

## 政治
勒弗莱所属的省级选区为拉福尔斯地区县。

## 人口

1962-2008年间勒弗莱人口变化图示

勒弗莱于2022年1月1日时的人口数量为1498人。